# 삼각산고등학교
삼각산고등학교(三角山高等學校)는 대한민국 서울특별시 강북구 미아동에 있는 공립 고등학교로, 2010년 11월에 설립인가된 이듬해인 2011년 3월에 개교되었다.

## 학교 연혁
- 2010년 11월 9일 : 학교 설립 인가
- 2011년 3월 1일 : 홍석 초대 교장 취임
- 2011년 3월 2일 : 제1회 입학식(남 187명, 여 121명 계 308명)
- 2014년 2월 6일 : 제1회 졸업식(남 187명, 여 119명 계 306명)
- 2021년 2월 2일 : 제8회 졸업식(남 105명, 여 102명 계 207명)
- 2021년 9월 1일 : 제5대 문지연 교장 취임
- 2022년 3월 2일 : 제12회 입학식(남 102명. 여 99명 계 201명)

## 참고 자료
- 삼각산고등학교 - 한국교육학술정보원 학교알리미